# Szybka Kolej Aglomeracyjna w Aglomeracji Krakowskiej
Szybka Kolej Aglomeracyjna w Aglomeracji Krakowskiej – system połączeń kolejowych w północnej części województwa małopolskiego łączący centrum Krakowa z jego przedmieściami i ważniejszymi miastami województwa małopolskiego. Linie te są zaczątkiem sieci SKA, obejmującej cały węzeł kolejowy Krakowa.
Przewoźnikami obsługującym linie SKA są Koleje Małopolskie i Polregio.

## Historia
Na początku 2007 roku pracownia International Managment Services ukończyła wstępne studium wykonalności Szybkiej Kolei Aglomeracyjnej w Aglomeracji Krakowskiej, w ramach którego zaproponowano sieć składającą się z 7 linii. Pod koniec 2011 Zespół Doradców Gospodarczych „Tor” ukończył aktualizację studium, w którym liczbę linii ograniczono do 3.
4 kwietnia 2011 roku PKP Polskie Linie Kolejowe podpisały umowę z konsorcjum firm Eurovia Polska i Eurovia CS umowę na modernizację linii kolejowej nr 109 Kraków Bieżanów – Wieliczka Rynek połączonej z budową na niej nowego przystanku – Wieliczka Bogucice.
18 października 2013 Urząd Marszałkowski Województwa Małopolskiego podpisał z Pesą umowę na dostawę 10 elektrycznych zespołów trakcyjnych Acatus Plus do obsługi Szybkiej Kolei Aglomeracyjnej. 26 września 2013 PKP Polskie Linie Kolejowe podpisały z włoskim przedsiębiorstwem Astaldi umowę na modernizację linii kolejowej nr 118 łączącej Kraków Główny z portem lotniczym Kraków-Balice. W ramach inwestycji powstały na tej linii 3 nowe przystanki oraz umożliwiono zwiększenie częstotliwości kursowania pociągów.
14 grudnia 2014 uruchomiono pierwszą linię SKA – S1 Wieliczka Rynek-Kopalnia – Kraków Główny. Operatorem linii zostały Koleje Małopolskie, które obsługę połączeń do Wieliczki przejęły od Przewozów Regionalnych. 16 grudnia 2014 Zarząd Dróg Wojewódzkich w Krakowie podpisał z konsorcjum firm Unicard i AMG umowę na realizację projektu Małopolskiej Karty Aglomeracyjnej.

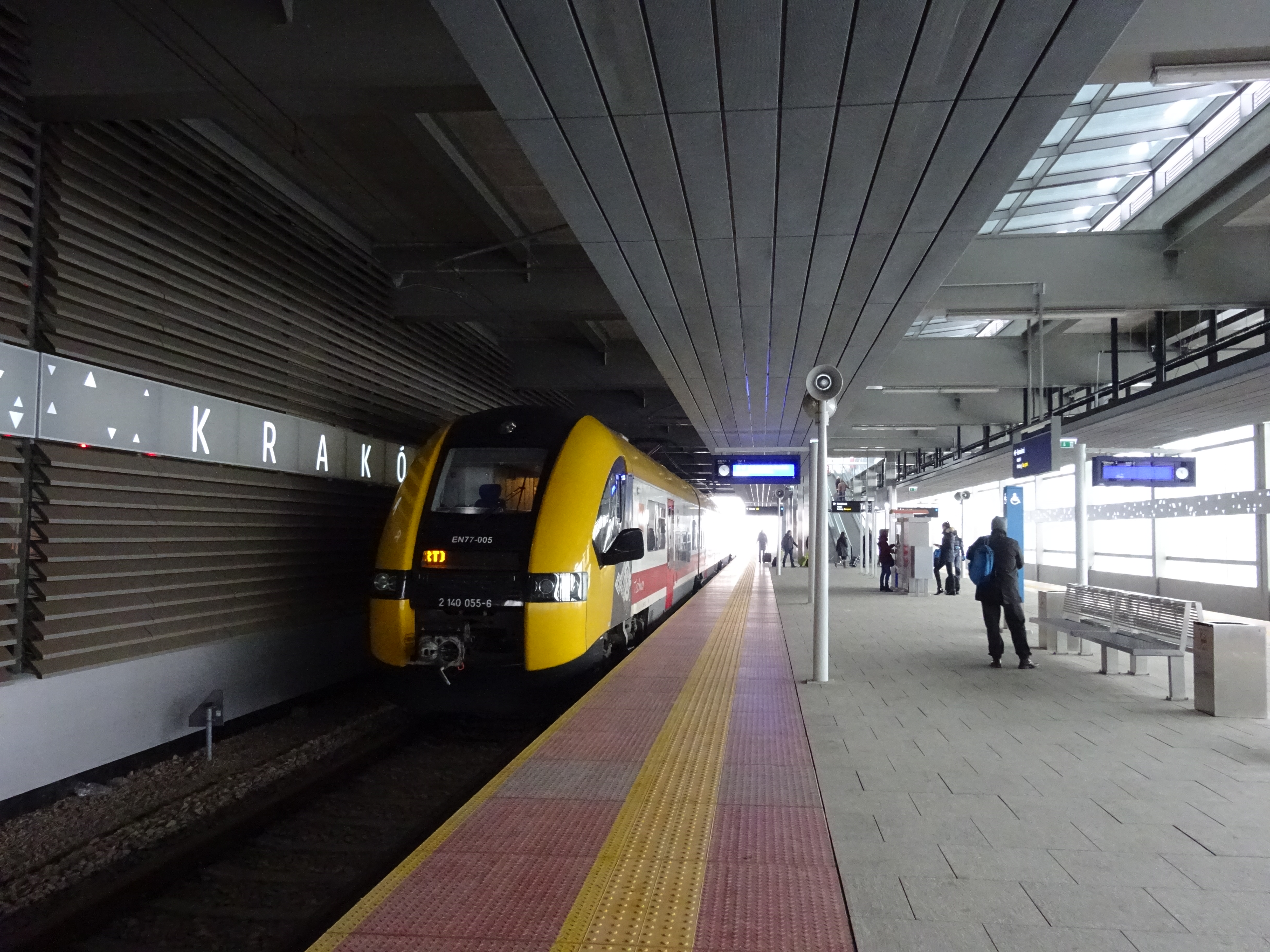
Przystanek Kraków Lotnisko

16 września 2015 PKP PLK podpisało z Budimexem umowę na budowę łącznicy Kraków Zabłocie – Kraków Bonarka, która pozwoli ominąć stację Kraków Płaszów. Budowa ma potrwać 2 lata. Dzięki wybudowaniu łącznicy w przyszłości będzie możliwe uruchomienie połączenia SKA do Podborów Skawińskich (stacja w Borku Szlacheckim na zachód od Skawiny). 23 września ze względu na budowę tej łącznicy pociągi linii S1 przestały zatrzymywać się na przystanku Kraków Zabłocie. 28 września 2015 linia S1 została wydłużona do przystanku Kraków Lotnisko przy porcie lotniczym Kraków-Balice. 1 grudnia uruchomiono pierwszą część systemu Małopolskiej Karty Aglomeracyjnej. Część ta obejmuje aplikację mobilną umożliwiająca m.in. nabywania biletów na pociągi kursujące po liniach SKA oraz biletów na komunikację miejską w Krakowie i Tarnowie. 4 grudnia otwarto parking Park & Ride przy stacji Tarnów, gdzie w przyszłości mają docierać pociągi SKA. 13 grudnia uruchomiona została druga linia SKA na trasie Kraków Główny – Sędziszów. 14 grudnia uruchomiono drugą część systemu Małopolskiej Karty Aglomeracyjnej – kartę zbliżeniową, jej funkcję są takie same jak aplikacji mobilnej.
27 stycznia 2016 PKP PLK podpisało z konsorcjum firm Vias y Construcciones, Dragados i Electren umowę na modernizację linii kolejowej nr 133 na odcinku Krzeszowice – Kraków Mydlniki, a 16 listopada 2016 z Torpolem na odcinek Kraków Mydlniki – Kraków Towarowy. 11 grudnia, wraz z wejściem w życie nowego rozkładu jazdy Koleje Małopolskie wspólnie z Przewozami Regionalnymi uruchomiły trzecią linię SKA: Kraków Główny – Tarnów (linia wcześniej obsługiwana była przez PR samodzielnie). Równocześnie obsługę linii Kraków – Sędziszów przejęły z powrotem Przewozy Regionalne.
18 kwietnia 2017 PKP PLK podpisało z konsorcjum firm Strabag i Krakowskie Zakłady Automatyki umowę na modernizację linii nr 133 na odcinku Kraków Towarowy – Kraków Główny oraz linii nr 91 na odcinku Kraków Główny – Podłęże. W ramach modernizacji linii nr 91 zaplanowano m.in. dobudowę 2 przystanków (Kraków Grzegórzki i Kraków Złocień) i 2 dodatkowych torów. 26 czerwca PKP PLK podpisały umowę na remont linii nr 94 na odcinku Kraków Płaszów – Podbory Skawińskie wraz z budową 2 nowych przystanków: Kraków Opatkowice i Skawina Jagielnia. 10 lipca Urząd Miasta Kraków podpisał z Pracownią Planowania i Projektowania Systemów Transportu „Altrans” umowę na opracowanie analizy możliwości uruchomienia przewozów pasażerskich na dużej i małej linii obwodowej (odpowiednio: liniach nr 8, 91, 95 oraz linii nr 100) oraz linii kolejowej nr 947 (trasa do Łęgu). 29 września Urząd Marszałkowski Województwa Małopolskiego podpisał z firmą Krauth umowę na dostawę 133 biletomatów Małopolskiej Karty Aglomeracyjnej celem instalacji w pociągach należących do województwa małopolskiego oraz na przystankach linii aglomeracyjnych. 2 października PKP PLK podpisało z konsorcjum Torpolu i Budimeksu umowę na modernizację linii kolejowej nr 133 na odcinku Trzebinia – Krzeszowice. 10 grudnia dzięki uruchomieniu łącznicy w Krakowie możliwe było wydłużenie linii SKA2 do Skawiny, jednocześnie obsługę całej linii SKA2 powierzono KMŁ wspólnie z PR. 10 grudnia 2023 linia SKA2 została wydłużona do Oświęcimia. 15 grudnia 2024 został otwarty przystanek Kraków Piastów na linii SKA2.

## Linie

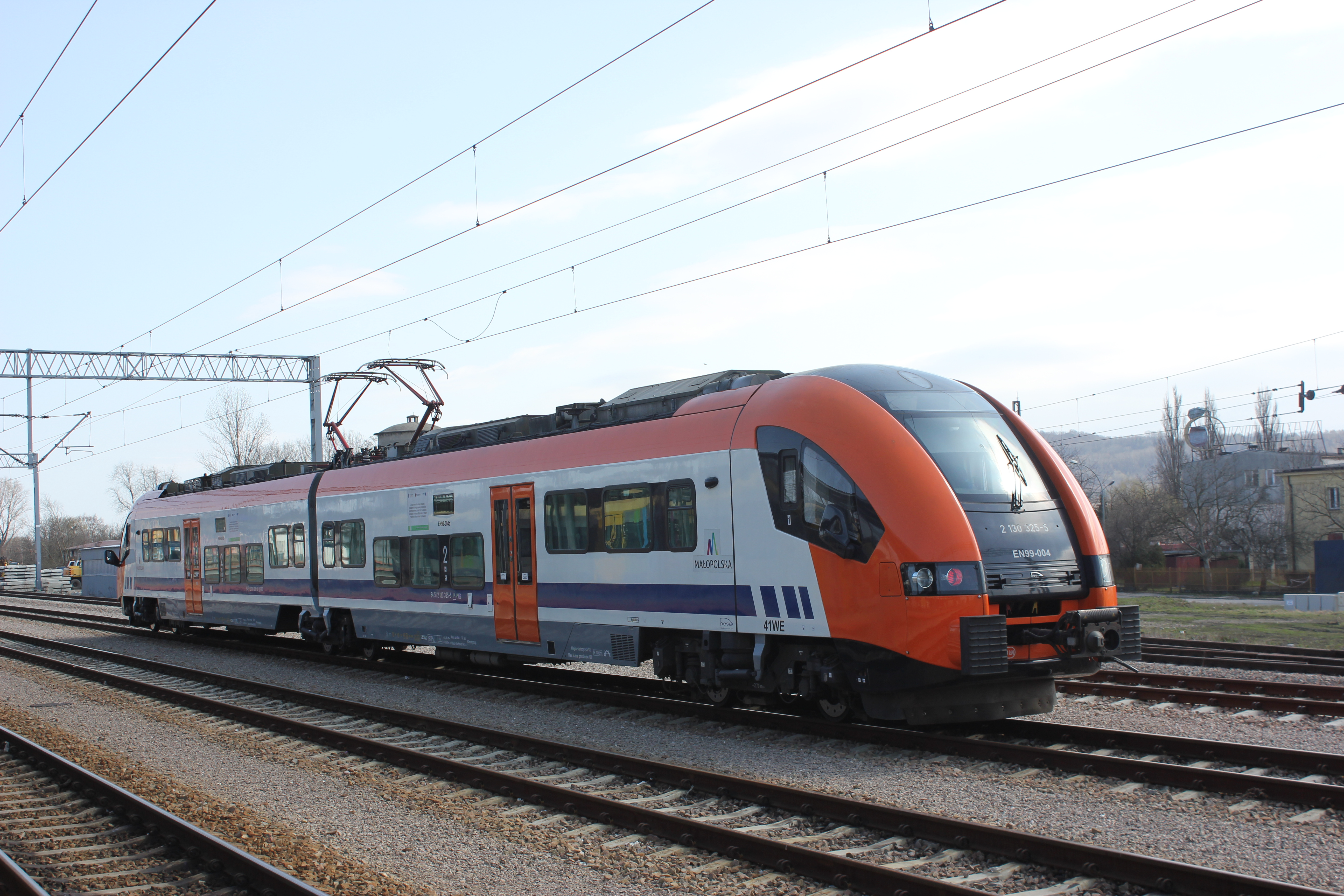
EN99-004 Polregio w Tarnowie

Na dzień 25 grudnia 2023 funkcjonują 3 główne linie kolei aglomeracyjnej:
- SKA1 Kraków Lotnisko – Kraków Główny – Wieliczka Rynek-Kopalnia
- SKA2 Oświęcim – Skawina – Kraków Główny – Sędziszów
- SKA3 Oświęcim – Trzebinia – Kraków Główny – Tarnów

| Km     | Nazwa przystanku            | Miejscowość | Dzielnica         | Park & Ride | Przesiadki                                                                                         |
| ------ | --------------------------- | ----------- | ----------------- | ----------- | -------------------------------------------------------------------------------------------------- |
| 0,0    | Kraków Lotnisko             | Balice      | –                 | Nie         | - samoloty - autobusy miejskie                                                                     |
| 1,9    | Kraków Olszanica            | Kraków      | Zwierzyniec       | Nie         | |
| 3,7    | Kraków Zakliki              | Kraków      | Bronowice         | Nie         | |
| 4,4    | Kraków Młynówka             | Kraków      | Bronowice         | Nie         | - autobusy miejskie                                                                                |
| 6,8    | Kraków Bronowice            | Kraków      | Bronowice         | Nie         | - tramwaje - autobusy miejskie                                                                     |
| 8,7    | Kraków Łobzów               | Kraków      | Krowodrza         | Nie         | - autobusy miejskie                                                                                |
| 11,6   | Kraków Główny               | Kraków      | Stare Miasto      | Nie         | - tramwaje - autobusy miejskie - autobusy dalekobieżne - pociągi dalekobieżne - pociągi regionalne |
| 12,9   | Kraków Grzegórzki           | Kraków      | Grzegórzki        | Nie         | - tramwaje - autobusy miejskie                                                                     |
| 14,1   | Kraków Zabłocie             | Kraków      | Podgórze          | Nie         | |
| 16,0   | Kraków Płaszów              | Kraków      | Podgórze          | Nie         | - tramwaje - autobusy miejskie                                                                     |
| 18,0   | Kraków Prokocim             | Kraków      | Bieżanów-Prokocim | Nie         | - autobusy miejskie                                                                                |
| 20,3   | Kraków Bieżanów             | Kraków      | Bieżanów-Prokocim | Nie         | - autobusy miejskie                                                                                |
| 21,5   | Kraków Bieżanów Drożdżownia | Kraków      | Bieżanów-Prokocim | Nie         | - autobusy miejskie                                                                                |
| 23,2   | Wieliczka Bogucice          | Wieliczka   | Bogucice          | Nie         | |
| 24,7   | Wieliczka Park              | Wieliczka   | Zdrojowe          | Tak         | |
| 25,3   | Wieliczka Rynek-Kopalnia    | Wieliczka   | Śródmieście       | Tak         | - autobusy miejskie                                                                                |
| [ 30 ] |                             |             |                   | [ 31 ]      | [ 32 ] [ 33 ]                                                                                      |

| Km   | Nazwa przystanku | Miejscowość         | Park & Ride | Przesiadki                                                                                         |
| ---- | ---------------- | ------------------- | ----------- | -------------------------------------------------------------------------------------------------- |
| 0,0  | Sędziszów        | Sędziszów           | Nie         | |
| 5,0  | Klimontów        | Klimontów           | Nie         | |
| 10,9 | Kozłów           | Kozłów              | Nie         | |
| 16,5 | Tunel            | Uniejów-Rędziny     | Nie         | |
| 21,0 | Pstroszyce       | Pstroszyce Pierwsze | Tak         | |
| 26,1 | Miechów          | Miechów             | Tak         | |
| 29,5 | Kamieńczyce      | Kamieńczyce         | Tak         | |
| 32,7 | Szczepanowice    | Szczepanowice       | Nie         | |
| 36,1 | Smroków          | Smroków             | Tak         | |
| 39,3 | Słomniki         | Słomniki            | Tak         | |
| 41,0 | Słomniki Miasto  | Słomniki            | Tak         | |
| 44,6 | Niedźwiedź       | Niedźwiedź          | Tak         | |
| 47,7 | Goszcza          | Goszcza             | Nie         | |
| 50,3 | Łuczyce          | Łuczyce             | Nie         | - autobusy miejskie                                                                                |
| 53,0 | Baranówka        | Baranówka           | Nie         | |
| 56,7 | Zastów           | Zastów              | Nie         | - autobusy miejskie                                                                                |
| 60,7 | Kraków Piastów   | Kraków              | Nie         | |
| 62,0 | Kraków Batowice  | Kraków              | Nie         | - autobusy miejskie                                                                                |
| 68,2 | Kraków Główny    | Kraków              | Nie         | - tramwaje - autobusy miejskie - autobusy dalekobieżne - pociągi dalekobieżne - pociągi regionalne |

| Km     | Nazwa przystanku  | Miejscowość           | Park & Ride   | Przesiadki                                                                                         |
| ------ | ----------------- | --------------------- | ------------- | -------------------------------------------------------------------------------------------------- |
| 0,0    | Kraków Główny     | Kraków                | Nie           | - tramwaje - autobusy miejskie - autobusy dalekobieżne - pociągi dalekobieżne - pociągi regionalne |
| 1,2    | Kraków Grzegórzki | Kraków                | Nie           | |
| 2,3    | Kraków Zabłocie   | Kraków                | Nie           | |
| 4,1    | Kraków Płaszów    | Kraków                | Nie           | - tramwaje - autobusy miejskie                                                                     |
| 6,1    | Kraków Prokocim   | Kraków                | Nie           | - autobusy miejskie                                                                                |
| 8,4    | Kraków Bieżanów   | Kraków                | Nie           | - autobusy miejskie                                                                                |
| 10,2   | Kraków Złocień    | Kraków                | Nie           | |
| 11,3   | Kokotów           | Kokotów               | Nie           | - autobusy miejskie                                                                                |
| 13,9   | Węgrzce Wielkie   | Węgrzce Wielkie       | Nie           | - autobusy miejskie                                                                                |
| 18,4   | Podłęże           | Podłęże               | Tak           | - autobusy miejskie                                                                                |
| 21,3   | Staniątki         | Staniątki             | Nie           | |
| 24,9   | Szarów            | Szarów                | Nie           | |
| 28,2   | Kłaj              | Kłaj                  | Tak           | |
| 32,3   | Stanisławice      | Stanisławice          | Nie           | |
| 34,5   | Cikowice          | Cikowice              | Nie           | |
| 38,0   | Bochnia           | Bochnia               | Nie           | |
| 43,8   | Rzezawa           | Rzezawa               | Nie           | |
| 47,3   | Jasień Brzeski    | Jasień                | Nie           | |
| 51,0   | Brzesko Okocim    | Brzesko               | Tak           | |
| 56,0   | Sterkowiec        | Sterkowiec            | Nie           | |
| 60,2   | Biadoliny         | Biadoliny Szlacheckie | Nie           | |
| 70,0   | Bogumiłowice      | Bogumiłowice          | Nie           | |
| 73,9   | Tarnów Mościce    | Tarnów                | Nie           | |
| 77,5   | Tarnów            | Tarnów                | Tak           | - autobusy miejskie - autobusy dalekobieżne                                                        |
| [ 30 ] |                   |                       | [ 36 ] [ 37 ] | [ 32 ] [ 33 ] [ 38 ]                                                                               |

## Krakowski Węzeł Kolejowy
Krakowski Węzeł Kolejowy ma promienisty układ z możliwością wyjazdu w 6 kierunkach: Kraków Lotnisko, Krzeszowice, Zastów, Podłęże, Wieliczka i Skawina. Poza tym istnieją dwie line obwodowe, które są wykorzystywane jedynie w ruchu towarowym.